# Nostromo (azienda)
Nostromo S.p.A. è un'azienda italiana di conserve alimentari ittiche, controllata dalla multinazionale alimentare spagnola Grupo Calvo.

## Storia
Il marchio nacque contestualmente alla fondazione avvenuta nel 1951 della Società Azionaria Fabbricazione Italiana Conserve Alimentari S.p.A., il cui acronimo era SAFICA S.p.A., con sede legale a Milano e stabilimento di produzione a Grado, in provincia di Gorizia, su iniziativa di Mario Pedol, un esule istriano originario di Rovigno. Nella sua cittadina d'origine, il Pedol possedeva un'industria conserviera del pesce con l'omonima ragione sociale, che nel 1946 gli fu confiscata e successivamente liquidata dalle autorità jugoslave che si insediarono in Istria dopo l'occupazione dei partigiani titini.
L'impresa, si specializzò in maniera particolare nella produzione e commercializzazione del tonno in scatola a marchio Nostromo, che divenne in breve tempo uno dei più famosi marchi italiani. Nel 1987, SAFICA, che generava un fatturato annuo attorno agli 80 miliardi di lire, e possedeva una quota di mercato pari all'8%, aprì un altro stabilimento a Vibo Valentia. Al 1991, l'azienda impiegava 194 addetti nello stabilimento friulano e 130 in quello calabrese.
Nel 1992, fu dismesso lo storico stabilimento di Grado, e l'anno seguente, nel 1993, la famiglia Pedol cedette l'azienda alla multinazionale spagnola Luis Calvo Sanz S.A., sotto la cui proprietà assumerà la nuova ragione sociale Nostromo S.p.A.. Nel 1999, la proprietà spagnola spostò la sede sociale a Modena, e nel 2000, dismise lo stabilimento di Vibo Valentia, poi rilevato nel 2002 dall'azienda vibonese Marenostro S.r.l. dei fratelli Ceravolo.

## Informazioni e dati
Nostromo S.p.A., società con sede a Modena e controllata dalla multinazionale spagnola Grupo Calvo, commercializza con l'omonimo marchio tonno in scatola e a filetti, insalate di tonno, sgombro, sardine e salmone, prodotti nello stabilimento del Gruppo sito a Carballo, in Galizia.
Nel 2017, l'azienda, che impiega circa 50 dipendenti con mansioni amministrative e commerciali, ha realizzato un fatturato di 133,3 milioni di euro, con una perdita pari ad 1,5 milioni di euro.